# Campionato mondiale maschile di hockey su pista San Juan 2022
Il Campionato del Mondo 2022 è stata la 45ª edizione del campionato del mondo di hockey su pista; la manifestazione è stata disputata in Argentina a San Juan. Il torneo ha avuto inizio il 7 e si è concluso il 13 novembre 2022.
A vincere il titolo è stata l'Argentina per la sesta volta nella sua storia sconfiggendo in finale il Portogallo.

## World Championship

### Squadre partecipanti
| Squadra    | Confederazione | Qualificazione                     | Partecipazioni precedenti al torneo |
| ---------- | -------------- | ---------------------------------- | --- |
| Angola     | WS Africa      | Wild card                          | 19 (1982, 1986, 1988, 1989, 1991, 1993, 1995, 1997, 1999, 2001, 2003, 2005, 2007, 2009, 2011, 2013, 2015, 2017, 2019) |
| Argentina  | WS America     | Wild card                          | 31 (1960, 1962, 1964, 1966, 1968, 1970, 1972, 1974, 1976, 1978, 1980, 1982, 1984, 1986, 1988, 1989, 1991, 1993, 1995, 1997, 1999, 2001, 2003, 2005, 2007, 2009, 2011, 2013, 2015, 2017, 2019)                                                                               |
| Cile       | WS America     | 1º al Campionato Panamericano 2021 | 25 (1954, 1955, 1962, 1966, 1970, 1972, 1978, 1980, 1982, 1984, 1986, 1989, 1991, 1995, 1999, 2001, 2003, 2005, 2007, 2009, 2011, 2013, 2015, 2017, 2019) |
| Francia    | WS Europe      | 2ª al campionato europeo 2021      | 34 (1936, 1939, 1947, 1948, 1949, 1950, 1951, 1952, 1953, 1954, 1955, 1956, 1958, 1960, 1970, 1974, 1976, 1980, 1982, 1986, 1993, 1995, 1997, 1999, 2001, 2003, 2005, 2007, 2009, 2011, 2013, 2015, 2017, 2019)                                                             |
| Italia     | WS Europe      | 4ª al campionato europeo 2021      | 44 (1936, 1939, 1947, 1948, 1949, 1950, 1951, 1952, 1953, 1954, 1955, 1956, 1958, 1960, 1962, 1964, 1966, 1968, 1970, 1972, 1974, 1976, 1978, 1980, 1982, 1984, 1986, 1988, 1989, 1991, 1993, 1995, 1997, 1999, 2001, 2003, 2005, 2007, 2009, 2011, 2013, 2015, 2017, 2019) |
| Mozambico  | WS Africa      | Wild card                          | 12 (1978, 1988, 1999, 2001, 2003, 2005, 2007, 2009, 2011, 2013, 2015, 2017) |
| Portogallo | WS Europe      | 4ª al campionato europeo 2021      | 44 (1936, 1939, 1947, 1948, 1949, 1950, 1951, 1952, 1953, 1954, 1955, 1956, 1958, 1960, 1962, 1964, 1966, 1968, 1970, 1972, 1974, 1976, 1978, 1980, 1982, 1984, 1986, 1988, 1989, 1991, 1993, 1995, 1997, 1999, 2001, 2003, 2005, 2007, 2009, 2011, 2013, 2015, 2017, 2019) |
| Spagna     | WS Europe      | 1ª al campionato europeo 2021      | 42 (1947, 1948, 1949, 1950, 1951, 1952, 1953, 1954, 1955, 1956, 1958, 1960, 1962, 1964, 1966, 1968, 1970, 1972, 1974, 1976, 1978, 1980, 1982, 1984, 1986, 1988, 1989, 1991, 1993, 1995, 1997, 1999, 2001, 2003, 2005, 2007, 2009, 2011,2013, 2015, 2017, 2019)              |

Nota bene: nella sezione "partecipazioni precedenti al torneo" le date in grassetto indicano la squadra che ha vinto quell'edizione del torneo

### Svolgimento del torneo

#### Prima fase

##### Girone A
| Pos. | Squadra    | Pt | G | V | N | P | GF | GS | DR  |
| ---- | ---------- | -- | - | - | - | - | -- | -- | --- |
| 1.   | Portogallo | 7  | 3 | 2 | 1 | 0 | 14 | 4  | +10 |
| 2.   | Italia     | 5  | 3 | 1 | 2 | 0 | 14 | 9  | +5  |
| 3.   | Francia    | 4  | 3 | 1 | 1 | 1 | 12 | 14 | -2  |
| 4.   | Cile       | 0  | 3 | 0 | 0 | 3 | 9  | 22 | -13 |

| Data       | Ora | Gara       | Gara | Gara    |
| ---------- | --- | ---------- | ---- | ------- |
| 7 novembre |     | Portogallo | 5-1  | Francia |
| 7 novembre |     | Cile       | 3-8  | Italia  |
| 8 novembre |     | Portogallo | 2-2  | Italia  |
| 8 novembre |     | Cile       | 5-7  | Francia |
| 9 novembre |     | Portogallo | 7-1  | Cile    |
| 9 novembre |     | Italia     | 4-4  | Francia |

##### Girone B
| Pos. | Squadra   | Pt | G | V | N | P | GF | GS | DR  |
| ---- | --------- | -- | - | - | - | - | -- | -- | --- |
| 1.   | Argentina | 9  | 3 | 3 | 0 | 0 | 21 | 2  | +19 |
| 2.   | Spagna    | 6  | 3 | 2 | 0 | 1 | 20 | 7  | +13 |
| 3.   | Angola    | 3  | 3 | 1 | 0 | 2 | 6  | 11 | -5  |
| 4.   | Mozambico | 0  | 3 | 0 | 0 | 3 | 4  | 31 | -27 |

| Data       | Ora | Gara      | Gara | Gara      |
| ---------- | --- | --------- | ---- | --------- |
| 7 novembre |     | Mozambico | 2-5  | Angola    |
| 7 novembre |     | Argentina | 4-2  | Spagna    |
| 8 novembre |     | Spagna    | 13-2 | Mozambico |
| 8 novembre |     | Angola    | 0-4  | Argentina |
| 9 novembre |     | Spagna    | 5-1  | Angola    |
| 9 novembre |     | Argentina | 13-0 | Mozambico |

#### Barrages
| Data        | Ora | Gara      | Gara | Gara     |
| ----------- | --- | --------- | ---- | -------- |
| 10 novembre |     | Cile      | 5-1  | Colombia |
| 10 novembre |     | Mozambico | 2-3  | Germania |

#### Tabellone fase finale
|  | Quarti di finale | Quarti di finale | Quarti di finale |             |             | Semifinali  | Semifinali  | Semifinali  |             |             | Finale      | Finale          | Finale          |                 |             |
|  |                  |                  |                  |             |             |             |             |             |             |             |             |                 |                 |                 |             |
|  | 10 novembre      |                  |                  |             |             |             |             |             |             |             |             |                 |                 |                 |             |
|  | A1               | Portogallo       | 10               |             |             |             |             |             |             |             |             |                 |                 |                 |             |
|  | BR               | Germania         | 1                |             |             | 11 novembre | 11 novembre | 11 novembre | 11 novembre | 11 novembre |             |                 |                 |                 |             |
|  |                  |                  |                  |             | A1          | Portogallo  | 4           |             |             |             |             |                 |                 |                 |             |
|  | 10 novembre      | 10 novembre      | 10 novembre      | 10 novembre |             | A3          | Francia     | 0           |             |             |             |                 |                 |                 |             |
|  | B2               | Spagna           | 4 (0)            |             |             |             |             |             |             |             |             |                 |                 |                 |             |
|  | A3               | Francia          | 4 (1)            |             |             |             |             |             |             |             | 13 novembre | 13 novembre     | 13 novembre     | 13 novembre     | 13 novembre |
|  |                  |                  |                  |             |             |             |             |             |             |             | A1          | Portogallo      | 2               |                 |             |
|  | 10 novembre      | 10 novembre      | 10 novembre      | 10 novembre | 10 novembre |             |             |             |             |             | B1          | Argentina       | 4               |                 |             |
|  | B1               | Argentina        | 6                |             |             |             |             |             |             |             |             |                 |                 |                 |             |
|  | BR               | Cile             | 2                |             |             | 11 novembre | 11 novembre | 11 novembre | 11 novembre | 11 novembre |             | Finale 3º posto | Finale 3º posto | Finale 3º posto |             |
|  |                  |                  |                  |             | B1          | Argentina   | 4           |             | 13 novembre | 13 novembre | 13 novembre | 13 novembre     | 13 novembre     |                 |             |
|  | 10 novembre      | 10 novembre      | 10 novembre      | 10 novembre |             | A2          | Italia      | 1           |             |             | A3          | Francia         | 5 (3)           |                 |             |
|  | A2               | Italia           | 5                |             |             |             |             |             |             | A2          | Italia      | 5 (2)           |                 |                 |             |
|  | B3               | Angola           | 4                |             |             |             |             |             |             |             |             |                 |                 |                 |             |

##### Finale
| Arbitri: | Filippo Fronte Iván González |

|                                                           |           |                           |
| P. Álvarez 23'40" 38'55" C. Nicolía 31'06" E. Mena 49'48" | Marcatori | 1'41" 14'11" H. Magalhães |

| Argentina | Portogallo |

| Argentina           |   |                     |
|                     |   |                     |
| Quintetto iniziale: |   |                     |
| 1                   | P | Constantino Acevedo |
| 7                   | E | Pablo Álvarez       |
| 9                   | E | Lucas Ordóñez       |
| 17                  | E | Matías Platero      |
| 99                  | E | Gonzalo Romero      |
| Riserve:            |   |                     |
| 5                   | E | Carlos Nicolía      |
| 8                   | E | Ezequiel Mena       |
| 12                  | P | Valentín Grimalt    |
| 27                  | E | Lucas Martínez      |
| 87                  | E | Facundo Bridge      |
| Selezionatore:      |   |                     |
| José Luis Páez      |   |                     |

| Portogallo          |   |                    |
|                     |   |                    |
| Quintetto iniziale: |   |                    |
| 9                   | E | João Rodrigues     |
| 61                  | P | Ângelo Girão       |
| 77                  | E | Gonçalo Alves      |
| 78                  | E | Hélder Nunes       |
| 88                  | E | Henrique Magalhães |
| Riserve:            |   |                    |
| 1                   | P | Pedro Henriques    |
| 3                   | E | José Soares Costa  |
| 4                   | E | Rafael Diogo       |
| 5                   | E | Telmo Pinto        |
| 44                  | E | João Souto         |
| Selezionatore:      |   |                    |
| Renato Garrido      |   |                    |

#### Tabellone 5º/8º posto
|  | Semifinali | Semifinali | Semifinali |        |        | Finale 5º posto | Finale 5º posto | Finale 5º posto |  |
|  |            |            |            |        |        |                 |                 |                 |  |
|  | BR         | Germania   | 0          |        |        |                 |                 |                 |  |
|  | BR         | Germania   | 0          |        |        |                 |                 |                 |  |
|  | B2         | Spagna     | 9          |        |        |                 |                 |                 |  |
|  | B2         | Spagna     | 9          |        | Spagna | Spagna          | 8               |                 |  |
|  |            |            |            |        | Spagna | Spagna          | 8               |                 |  |
|  |            |            | Angola     | Angola | 0      |                 |                 |                 |  |
|  | BR         | Cile       | Angola     | Angola | 0      | 4               |                 |                 |  |
|  | BR         | Cile       |            |        |        | 4               |                 |                 |  |
|  | B3         | Angola     | 8          |        |        | Finale 7º posto | Finale 7º posto | Finale 7º posto |  |
|  | B3         | Angola     | 8          |        |        |                 |                 |                 |  |
|  |            |            |            |        |        |                 |                 |                 |  |
|  |            |            |            |        |        | Germania        | Germania        | 2               |  |
|  |            |            |            |        |        | Germania        | Germania        | 2               |  |
|  |            |            |            |        |        | Cile            | Cile            | 4               |  |

## Intercontinental Cup

### Squadre partecipanti
| Squadra   | Confederazione | Qualificazione                     | Partecipazioni precedenti al torneo                                                           |
| --------- | -------------- | ---------------------------------- | --------------------------------------------------------------------------------------------- |
| Andorra   | WS Europe      | 6ª al campionato europeo 2021      | 7 (1990, 1992, 1996, 1998, 2002, 2004, 2019)                                                  |
| Australia | WS Oceania     |                                    | 15 (1984, 1986, 1988, 1990, 1992, 1994, 1996, 1998, 2000, 2002, 2004, 2006, 2008, 2010, 2019) |
| Austria   | WS Europe      |                                    | 14 (1990, 1992, 1994, 1996, 1998, 2000, 2002, 2004, 2006, 2008, 2010, 2012, 2014, 2017)       |
| Brasile   | WS America     |                                    | 2 (1990, 2019)                                                                                |
| Colombia  | WS America     | 2ª al Campionato Panamericano 2021 | 10 (1984, 1988, 1990, 1994, 1996, 2000, 2002, 2006, 2008, 2017)                               |
| Germania  | WS Europe      | 5ª al campionato europeo 2021      | 2 (1986, 2019)                                                                                |
| Israele   | WS Europe      |                                    | 6 (1992, 1996, 1998, 2008, 2010, 2012)                                                        |
| Svizzera  | WS Europe      |                                    | 3 (1988, 1990, 2019)                                                                          |

Nota bene: nella sezione "partecipazioni precedenti al torneo" le date in grassetto indicano la squadra che ha vinto quell'edizione del torneo

### Svolgimento del torneo

#### Prima fase

##### Girone A
| Pos. | Squadra  | Pt | G | V | N | P | GF | GS | DR  |
| ---- | -------- | -- | - | - | - | - | -- | -- | --- |
| 1.   | Colombia | 9  | 3 | 3 | 0 | 0 | 21 | 10 | +11 |
| 2.   | Svizzera | 6  | 3 | 2 | 0 | 1 | 18 | 9  | +9  |
| 3.   | Brasile  | 3  | 3 | 1 | 0 | 2 | 13 | 16 | -3  |
| 4.   | Israele  | 0  | 3 | 0 | 0 | 3 | 6  | 23 | -17 |

| Data       | Ora | Gara     | Gara | Gara     |
| ---------- | --- | -------- | ---- | -------- |
| 7 novembre |     | Svizzera | 6-3  | Brasile  |
| 7 novembre |     | Colombia | 9-2  | Israele  |
| 8 novembre |     | Brasile  | 6-3  | Israele  |
| 8 novembre |     | Svizzera | 4-5  | Colombia |
| 9 novembre |     | Brasile  | 4-7  | Colombia |
| 9 novembre |     | Israele  | 1-8  | Svizzera |

##### Girone B
| Pos. | Squadra   | Pt | G | V | N | P | GF | GS | DR  |
| ---- | --------- | -- | - | - | - | - | -- | -- | --- |
| 1.   | Germania  | 9  | 3 | 3 | 0 | 0 | 19 | 3  | +16 |
| 2.   | Andorra   | 4  | 3 | 1 | 1 | 1 | 11 | 11 | 0   |
| 3.   | Austria   | 3  | 3 | 1 | 0 | 2 | 15 | 11 | +4  |
| 4.   | Australia | 1  | 3 | 0 | 1 | 2 | 6  | 26 | -20 |

| Data       | Ora | Gara      | Gara | Gara      |
| ---------- | --- | --------- | ---- | --------- |
| 7 novembre |     | Andorra   | 4-4  | Australia |
| 7 novembre |     | Austria   | 1-4  | Brasile   |
| 8 novembre |     | Australia | 2-11 | Austria   |
| 8 novembre |     | Germania  | 4-2  | Andorra   |
| 9 novembre |     | Austria   | 3-5  | Andorra   |
| 9 novembre |     | Germania  | 11-0 | Australia |

#### Tabellone fase finale
|  | Quarti di finale | Quarti di finale | Quarti di finale |             |             | Semifinali  | Semifinali  | Semifinali  |             |             | Finale      | Finale          | Finale          |                 |             |
|  |                  |                  |                  |             |             |             |             |             |             |             |             |                 |                 |                 |             |
|  | 10 novembre      |                  |                  |             |             |             |             |             |             |             |             |                 |                 |                 |             |
|  | A1               | Colombia         | 7                |             |             |             |             |             |             |             |             |                 |                 |                 |             |
|  | B4               | Australia        | 2                |             |             | 11 novembre | 11 novembre | 11 novembre | 11 novembre | 11 novembre |             |                 |                 |                 |             |
|  |                  |                  |                  |             | A1          | Colombia    | 1           |             |             |             |             |                 |                 |                 |             |
|  | 10 novembre      | 10 novembre      | 10 novembre      | 10 novembre |             | B2          | Andorra     | 0           |             |             |             |                 |                 |                 |             |
|  | B2               | Andorra          | 4                |             |             |             |             |             |             |             |             |                 |                 |                 |             |
|  | A3               | Brasile          | 0                |             |             |             |             |             |             |             | 13 novembre | 13 novembre     | 13 novembre     | 13 novembre     | 13 novembre |
|  |                  |                  |                  |             |             |             |             |             |             |             | A1          | Colombia        | 7               |                 |             |
|  | 10 novembre      | 10 novembre      | 10 novembre      | 10 novembre | 10 novembre |             |             |             |             |             | BR          | Mozambico       | 4               |                 |             |
|  | BR               | Mozambico        | 12               |             |             |             |             |             |             |             |             |                 |                 |                 |             |
|  | A4               | Israele          | 5                |             |             | 11 novembre | 11 novembre | 11 novembre | 11 novembre | 11 novembre |             | Finale 3º posto | Finale 3º posto | Finale 3º posto |             |
|  |                  |                  |                  |             | BR          | Mozambico   | 6 (2)       |             | 13 novembre | 13 novembre | 13 novembre | 13 novembre     | 13 novembre     |                 |             |
|  | 10 novembre      | 10 novembre      | 10 novembre      | 10 novembre |             | A2          | Svizzera    | 6 (1)       |             |             | B2          | Andorra         | 3               |                 |             |
|  | A2               | Svizzera         | 3                |             |             |             |             |             |             | A2          | Svizzera    | 2               |                 |                 |             |
|  | B3               | Austria          | 1                |             |             |             |             |             |             |             |             |                 |                 |                 |             |

#### Tabellone 5º/8º posto
|  | Semifinali | Semifinali | Semifinali |         |         | Finale 5º posto | Finale 5º posto | Finale 5º posto |  |
|  |            |            |            |         |         |                 |                 |                 |  |
|  | B4         | Australia  | 2          |         |         |                 |                 |                 |  |
|  | B4         | Australia  | 2          |         |         |                 |                 |                 |  |
|  | A3         | Brasile    | 5          |         |         |                 |                 |                 |  |
|  | A3         | Brasile    | 5          |         | Brasile | Brasile         | 5               |                 |  |
|  |            |            |            |         | Brasile | Brasile         | 5               |                 |  |
|  |            |            | Austria    | Austria | 2       |                 |                 |                 |  |
|  | A4         | Israele    | Austria    | Austria | 2       | 2               |                 |                 |  |
|  | A4         | Israele    |            |         |         | 2               |                 |                 |  |
|  | B3         | Austria    | 8          |         |         | Finale 7º posto | Finale 7º posto | Finale 7º posto |  |
|  | B3         | Austria    | 8          |         |         |                 |                 |                 |  |
|  |            |            |            |         |         |                 |                 |                 |  |
|  |            |            |            |         |         | Australia       | Australia       | 0               |  |
|  |            |            |            |         |         | Australia       | Australia       | 0               |  |
|  |            |            |            |         |         | Israele         | Israele         | 1               |  |

## Challenger Cup

### Squadre partecipanti
| Squadra       | Confederazione | Qualificazione                     | Partecipazioni precedenti al torneo |
| ------------- | -------------- | ---------------------------------- | ----------------------------------- |
| Egitto        | WS Africa      |                                    | - (Esordiente)                      |
| Messico       | WS America     | 3ª al Campionato Panamericano 2021 | - (Esordiente)                      |
| Nuova Zelanda | WS Oceania     |                                    | 2 (2017, 2019)                      |
| Stati Uniti   | WS America     |                                    | 1 (2019)                            |
| Sudafrica     | WS Africa      |                                    | - (Esordiente)                      |
| Uruguay       | WS America     |                                    | 1 (2019)                            |

Nota bene: nella sezione "partecipazioni precedenti al torneo" le date in grassetto indicano la squadra che ha vinto quell'edizione del torneo

### Svolgimento del torneo

#### Prima fase

##### Girone unico
| Pos. | Squadra       | Pt | G | V | N | P | GF | GS | DR  |
| ---- | ------------- | -- | - | - | - | - | -- | -- | --- |
| 1.   | Stati Uniti   | 15 | 5 | 5 | 0 | 0 | 36 | 10 | +26 |
| 2.   | Uruguay       | 12 | 5 | 4 | 0 | 1 | 34 | 14 | +20 |
| 3.   | Egitto        | 9  | 5 | 3 | 0 | 2 | 17 | 17 | 0   |
| 4.   | Sudafrica     | 4  | 5 | 1 | 1 | 3 | 14 | 22 | -8  |
| 5.   | Nuova Zelanda | 3  | 5 | 1 | 0 | 4 | 13 | 32 | -19 |
| 6.   | Messico       | 1  | 5 | 0 | 1 | 4 | 7  | 26 | -19 |

#### Finale 17º-18º posto
| Data        | Ora | Gara        | Gara | Gara    |
| ----------- | --- | ----------- | ---- | ------- |
| 12 novembre |     | Stati Uniti | 4-2  | Uruguay |

#### Finale 19º-20º posto
| Data        | Ora | Gara   | Gara | Gara      |
| ----------- | --- | ------ | ---- | --------- |
| 12 novembre |     | Egitto | 2-0  | Sudafrica |

#### Finale 21º-22º posto
| Data        | Ora | Gara          | Gara | Gara    |
| ----------- | --- | ------------- | ---- | ------- |
| 12 novembre |     | Nuova Zelanda | 10-4 | Messico |

## Classifica finale
| Pos                | Squadra    |
| ------------------ | ---------- |
| World Championship |            |
| 1.                 | Argentina  |
| 2.                 | Portogallo |
| 3.                 | Francia    |
| 4.                 | Italia     |
| 5.                 | Spagna     |
| 6.                 | Angola     |
| 7.                 | Cile       |
| 8.                 | Germania   |

| Pos                  | Squadra   |
| -------------------- | --------- |
| Intercontinental Cup |           |
| 9.                   | Colombia  |
| 10.                  | Mozambico |
| 11.                  | Andorra   |
| 12.                  | Svizzera  |
| 13.                  | Brasile   |
| 14.                  | Austria   |
| 15.                  | Israele   |
| 16.                  | Australia |

| Pos            | Squadra       |
| -------------- | ------------- |
| Challenger Cup |               |
| 17.            | Stati Uniti   |
| 18.            | Uruguay       |
| 19.            | Egitto        |
| 20.            | Sudafrica     |
| 21.            | Nuova Zelanda |
| 22.            | Messico       |